# Disney Channel
 For alternative betydninger, se Disney Channel (flertydig). (Se også artikler, som begynder med Disney Channel)
| Portal | Portal:Disney |

Disney Channel er en børne-tv-kanal skabt af Walt Disney Studios.
I Danmark kunne man for første gang se Disney Channel den 28. februar 2003.
Der sendes hovedsageligt "live-action" tv-serier, men også et par animerede serier for børn og unge. Ligesom i Amerika og andre dele af verden, sender Disney Channel hele døgnet.
Kanalen har to underkanaler ved navn Disney XD og Disney Jr.. Sidstnævnte, der blev lanceret 1. oktober 2006 (som Playhouse Disney, men blev i 2011 skiftet ud med Disney Junior) ,henvender sig til de alleryngste seere med fokus på leg og læring. Serierne for børn og unge er b.l.a. Bunk'd, Coop og Cami spørger verden, Miraculous: Ladybug og Cat Noir på eventyr, Ducktales, Raven's Home Harley i midten, Jessie Disney Channel sender også original movies, b.l.a. Min usynlige søster, Starstruck, Freaky Friday, Teen Beach, Camp Rock, Musicalholdet, Timon og Pumba med mange flere.

## Tv-serier på Disney Channel
Her er nogle forskellige animerede og live-action tv-serier på Disney Channel. Serierne er markerede med deres originale dato med deres danske dato ved siden af (genudsendelser er også markerede).
- Lizzie McGuire (2001-2004, 2003-2008 2013-2016 i Danmark)

### 2002
- Kim Possible (2002-2007, 2003-2007 2010-2016 i Danmark)

### 2003
- That's So Raven (2003-2007, 2005-2009 2011-2015 i Danmark)
- Lilo & Stitch (2003-2006, 2005-2014 i Danmark
- Frikvarter (oprindeligt 1997-2001, genudsendelser 2003-2006 i USA. 2003-2011 i Danmark.)

### 2004
- Barbarien Dave (2004-2005, 2004-2007 i Danmark
- Phil fra Fremtiden (2004-2006, 2007-2014 i Danmark
- Brandy og Hr. Vimse (2004-2006)
- Den Amerikanske Drage: Jake Long (2004-2005)

### 2005
- Zack & Cody's søde hotel liv (2005-2008, 2007-2011 i Danmark)

### 2006
- Kejserens nye flip (2006-2008,2007-2013 i Danmark
- Substitutterne (2006-2009, 2008-2010 i Danmark
- Hannah Montana (2006-2011, 2007-2013 i Danmark)

### 2007
- Cory in the House (2007-2008)
- Phineas & Ferb (2007-)
- Magi på Waverly Place (2007-2013)

### 2008
- Det Søde liv til søs (2008-2011)

### 2009
- Sonnys chance (2009-2011)
- Jonas L.A (J.O.N.A.S.) (2009-2010)

### 2010
- Held & Lykke, Charlie! (2010-)
- På Krogen (2010-)
- Shake It Up (2010-2013)

### 2011
- A.N.T. Farm (2011-)
- So Random! (2011-2012)
- PrankStars (2011)
- Jessie (2011-)
- Austin & Ally (2011-)

### 2012
- Gravity Falls (2012-)
- Code: 9 (2012)
- Dog With A Blog (2012-)

### 2013
- Violetta

### 2014
- Liv og Maddie (2014)
- Wander i galaksen (2014)

## Søsterkanaler
- Disney XD
- Disney Jr.

Se Også
- Disney Cinemagic
- Jetix